# Смородськ
Сморо́дськ — село в Україні, у Миляцькій сільській громаді Сарненського району Рівненської області. Відповідно до Розпорядження Кабінету Міністрів України від 12 червня 2020 року № 722-р «Про визначення адміністративних центрів та затвердження територій територіальних громад Рівненської області» увійшло до складу Миляцької сільської громади. Населення становить 591 особа (2011).

## Назва

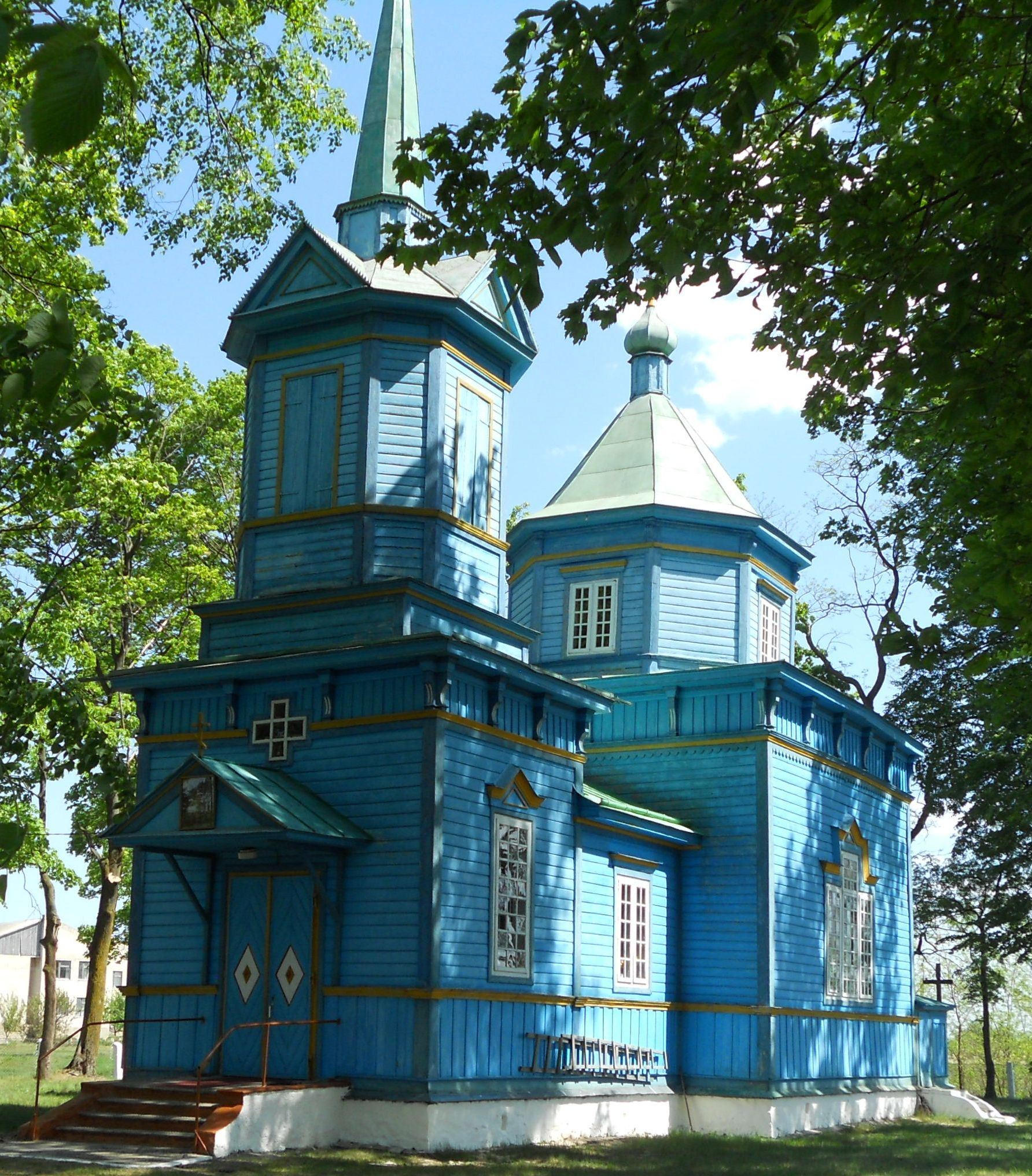
Церква Різдва Богородиці 1905 року

Є декілька версій походження топоніма Смородськ. Одна з них стверджує, що на схід від села були великі застійні болота, які влітку нагріваючись, давали неприємний запах. Отже, можливо від слова сморід і походить назва села.[джерело?]
За другою версією, назва Смородськ походить від слова «смородина». У північних і північно-східних околицях села, розповідають старожили, росло дуже багато кущів багаторічної чагарникової смородини. Ще й зараз в урочищі «Межиріччя», у заплавах річки Горинь, можна знайти багато таких кущів, що й підтверджує гіпотезу походження назви нашого села Смородськ від слова «смородина». Існує також припущення, що назва села пов'язана з побудовою Церква Різдва Богородиці і школи, яку побудував за свої кошти протоієрей Смородський.

Коли і ким побудована ця церква, достеменно невідомо. Стверджувати лише можна, що вона споруджена князями Соломарецькими за часів древнього православ'я наприкінці XV чи на початку XVI ст. До цієї думки наштовхує те, що за таким планом і такий вигляд мали церкви в сусідніх приходах у селі Висоцьк та Удрицьк. Названі села складали володіння Соломарецьких.
Польською мовою згадується як Smorodzk.

## Географія
Село розташоване на правому березі річки Горинь, на півночі Сарненського району, за 39 км від міста Дубровиця та 5 км від залізничної станції Удрицьк. Поблизу села в Горинь впадає річка Сирень (притока Горині).[джерело?]
Згідно з дослідженням 2017 року, за яким оцінювалися масштаби антропогенної трансформації території Дубровицького району внаслідок несанкціонованого видобутку бурштину, екологічна ситуація села характеризувалася як «сприятлива».
Сусідні населені пункти:[джерело?]

### Клімат
Клімат у селі вологий континентальний («Dfb» за класифікацією кліматів Кеппена). Опадів 614 мм на рік. Найменша кількість опадів спостерігається в лютому й сягає у середньому 29 мм. Найбільша кількість опадів випадає в червні — близько 89 мм. Різниця в опадах між сухими та вологими місяцями становить 60 мм. Пересічна температура січня — -5,7 °C, липня — 18,6 °C. Річна амплітуда температур становить 24,3 °C.
| Клімат Смородська                 | Клімат Смородська | Клімат Смородська | Клімат Смородська | Клімат Смородська | Клімат Смородська | Клімат Смородська | Клімат Смородська | Клімат Смородська | Клімат Смородська | Клімат Смородська | Клімат Смородська | Клімат Смородська | Клімат Смородська |
| Показник                          | Січ.              | Лют.              | Бер.              | Квіт.             | Трав.             | Черв.             | Лип.              | Серп.             | Вер.              | Жовт.             | Лист.             | Груд.             | Рік               |
| Середній максимум, °C             | −2,7              | −1,3              | 3,4               | 12,4              | 19,3              | 22,9              | 23,9              | 23,1              | 18,2              | 11,7              | 4,7               | −0,1              | 11,3              |
| Середня температура, °C           | −5,7              | −4,6              | −0,3              | 7,5               | 13,7              | 17,5              | 18,6              | 17,7              | 13,2              | 7,7               | 2,2               | −2,6              | 7,1               |
| Середній мінімум, °C              | −8,6              | −7,8              | −3,9              | 2,7               | 8,2               | 12,1              | 13,3              | 12,3              | 8,3               | 3,8               | −0,2              | −5,1              | 2,9               |
| Норма опадів, мм                  | 36                | 29                | 29                | 42                | 56                | 89                | 82                | 65                | 57                | 45                | 42                | 42                | 614               |
| --------------------------------- | ----------------- | ----------------- | ----------------- | ----------------- | ----------------- | ----------------- | ----------------- | ----------------- | ----------------- | ----------------- | ----------------- | ----------------- | ----------------- |
| Джерело: Climate-Data.org (англ.) |                   |                   |                   |                   |                   |                   |                   |                   |                   |                   |                   |                   |                   |

## Історія
В 1640 році село згадується при розділі земель, який відбувся після смерті останнього потомка князів Соломарецьких. Серед десятків сіл, які були розділені між дочками князя, зазначено село Смородськ.
Біля 1897 року поблизу села за річкою Горинь, на її лівому березі засновується хутір. Хутір називається «Острів». Засновниками хутора був дід Микита (Леоновець Микита Миколайович). Він першим збудував там хату і жив із своєю сім'єю.

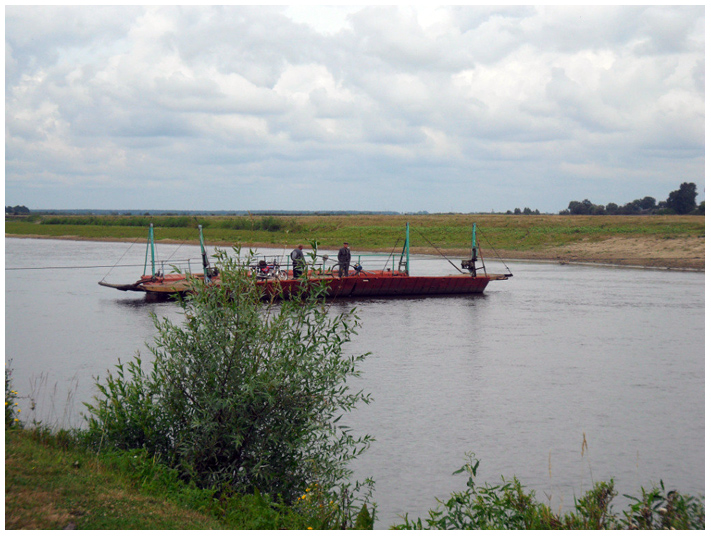
Поромна переправа через річку Горинь

У 1921 році село входило до складу гміни Теребежів Лунинецького повіту Поліського воєводства Польської Республіки.
Дід Микита мав свого млина, який був розміщений на річці мав також багато землі. Пізніше в 1920-х–1930-х роках почалося заселення хутора «Острів» іншими сім'ями. Люди перевозили хати із села на хутір і поселялися в різних урочищах. Ще й зараз збереглися назви цих урочищ: Бродець, Ольос, Причине, Люте, Закота та інші. Поступово «Острів» перетворився на невеличке село, в якому перед війною нараховувалось вже 24 подвір'я.
Під час німецько-радянської війни в 1944 році на хуторі були окопні укріплення радянських військ.
У роки Другої світової війни деякі мешканці села долучилися до національно-визвольної боротьби в лавах УПА та ОУН. Загалом встановлено 5 жителів села, які брали участь у визвольних змаганнях, з них 1 загинув, 3 було репресовано.
Після війни переселення на хутір продовжується. Хуторяни обробляли землю. На «Острові» був агрегат для обробки льону, була цегельня, де виробляли цеглу. Була тут і колгоспна ферма на якій відгодовували молодняк ВРХ. Стояли тут і корови, молоко від яких в село перевозили човнами.
У 1947 році села Смородськ, Негодуль, Острів, Половиче та хутір Луки підпорядковувалися Смородській сільській раді Висоцького району Ровенської області УРСР.
Наприкінці 60-х років побудували поромну переправу через річку Горинь. Наприкінці 60-х років село було електрифіковано, а на хутір його не провели, тому хуторяни поступово почали переселятися назад в село. Хутір «Острів» поступово опустів і зараз там ніхто не живе.
Відповідно до прийнятої в грудні 1989 року постанови Ради Міністрів УРСР село занесене до переліку населених пунктів, які зазнали радіоактивного забруднення внаслідок аварії на Чорнобильській АЕС, жителям виплачувалася грошова допомога. Згідно з постановою Кабінету Міністрів Української РСР, ухваленою в липні 1991 року, село належало до зони гарантованого добровільного відселення. На кінець 1993 року забруднення ґрунтів становило 5,1 Кі/км² (137Cs + 134Cs), молока — 5,94 мКі/л (137Cs + 134Cs), картоплі — 0,68 мКі/кг (137Cs + 134Cs), сумарна доза опромінення — 216 мбер, з якої: зовнішнього — 66 мбер, загальна від радіонуклідів — 150 мбер (з них Cs — 139 мбер).

## Населення
Станом на 1 січня 2011 року населення села становить 591 особа.
Станом на 10 вересня 1921 року в селі налічувалося 126 будинків та 809 мешканців, з них: 411 чоловіків та 398 жінок; 761 православний та 48 юдеїв; 783 особи записані білорусами та 26 євреями.
Згідно з переписом УРСР 1989 року чисельність наявного населення села становила 811 осіб, з яких 390 чоловіків та 421 жінка. На кінець 1993 року в селі мешкало 781 жителів, з них 208 — дітей.
За переписом населення України 2001 року в селі мешкала 691 особа.

### Мова
Розподіл населення за рідною мовою за даними перепису 2001 року:
| Мова       | Кількість | Відсоток |
| ---------- | --------- | -------- |
| українська | 688       | 98.99%   |
| білоруська | 5         | 0.72%    |
| російська  | 2         | 0.29%    |
| Усього     | 695       | 100%     |

### Вікова і статева структура
Структура жителів села за віком і статтю (станом на 2011 рік):
| Вік   | Чоловіків | Жінок | Разом |
| ----- | --------- | ----- | ----- |
| 0-17  | 56        | 60    | 116   |
| 18-39 | 86        | 73    | 159   |
| 40-59 | 79        | 70    | 149   |
| 60+   | 69        | 98    | 167   |
| Разом | 290       | 301   | 591   |

### Соціально-економічні показники
| Працездатне населення | Працездатне населення | Працездатне населення | Працездатне населення | Працездатне населення | Працездатне населення | Непрацездатне населення | Непрацездатне населення | Непрацездатне населення | Непрацездатне населення | Непрацездатне населення | Непрацездатне населення | Все населення |
| Чоловіки              | Чоловіки              | Жінки                 | Жінки                 | Разом                 | Разом                 | Чоловіки                | Чоловіки                | Жінки                   | Жінки                   | Разом                   | Разом                   | 591           |
| ос.                   | %                     | ос.                   | %                     | ос.                   | %                     | ос.                     | %                       | ос.                     | %                       | ос.                     | %                       | 591           |
| --------------------- | --------------------- | --------------------- | --------------------- | --------------------- | --------------------- | ----------------------- | ----------------------- | ----------------------- | ----------------------- | ----------------------- | ----------------------- | ------------- |
| 194                   | 24                    | 107                   | 17                    | 301                   | 42                    | 88                      | 14                      | 135                     | 22                      | 223                     | 37                      | 591           |

| Зайняті  | Зайняті  | Зайняті | Зайняті | Зайняті | Зайняті | Безробітні | Безробітні | Безробітні | Безробітні | Безробітні | Безробітні | Все населення |
| Чоловіки | Чоловіки | Жінки   | Жінки   | Разом   | Разом   | Чоловіки   | Чоловіки   | Жінки      | Жінки      | Разом      | Разом      | 591           |
| ос.      | %        | ос.     | %       | ос.     | %       | ос.        | %          | ос.        | %          | ос.        | %          | 591           |
| -------- | -------- | ------- | ------- | ------- | ------- | ---------- | ---------- | ---------- | ---------- | ---------- | ---------- | ------------- |
| 20       | 20       | 9       | 9       | 29      | 28      | 9          | 8          | 4          | 4          | 13         | 13         | 591           |

| Дорослі | Діти | Пенсіонери | Інваліди Німецько-радянської війни | Учасники бойових дій | Інваліди всіх груп і категорій | Люди, які обслуговуються служб. соц. допом. на дому | Неповні сім'ї | Діти з неповних сімей | Багатодітні сім'ї | Діти з багатодітних сімей | Діти-інваліди | Діти-сироти | Одинокі багатодітні матері |
| ------- | ---- | ---------- | ---------------------------------- | -------------------- | ------------------------------ | --------------------------------------------------- | ------------- | --------------------- | ----------------- | ------------------------- | ------------- | ----------- | -------------------------- |
| 488     | 137  | 220        | -                                  | -                    | 38                             | 20                                                  | -             | -                     | 10                | 33                        | -             | -           | -                          |

## Політика

### Органи влади
Місцеві органи влади представлені Миляцькою сільською громадою.

### Вибори
Село входить до виборчого округу № 155. У селі розташована виборча дільниця № 560297. Станом на 2011 рік кількість виборців становила 472 особи.

## Культура
У селі працює Смородський сільський клуб на 220 місць. Діє Смородська публічно-шкільна бібліотека, книжковий фонд якої становлять 9336 книг та яка має 14 місць для читання, 1 особу персоналу, кількість читачів — 500 осіб.

## Релігія
Список конфесійних громад станом на 2011 рік:
| Релігійна громада Свято-Різдво-Богородичної парафії Сарненської єпархії | УПЦ (МП) | 25 вересня 1991 | 40 | Церква | [ 29 ] |
| — православні.                                                          |          |                 |    |        |        |

## Освіта
У селі діє Смородська загальноосвітня школа І-ІІ ступенів. У 2011 році в ній навчалося 50 учнів (із 220 розрахованих) та викладало 16 учителів.
Дошкільна освіта представлена дитячим садком «Смородський дошкільний навчальний заклад „Дзвіночок“», у якому станом на 2011 рік навчалося 22 дитини і працювало 3 учителі та вихователі.

## Відомі люди

### Народилися
- Мосієвич Олександр Степанович — проректор із заочної форми навчання Рівненського державного гуманітарного університету.[32]
- Хабаров Михайло Олександрович — полковник запасу, голова Всеукраїнської громадської організації «Товариство українських офіцерів» у 2002 році. Член ВО «Батьківщина» кандидат у народні депутати України у 2002 році.[33]

## Галерея

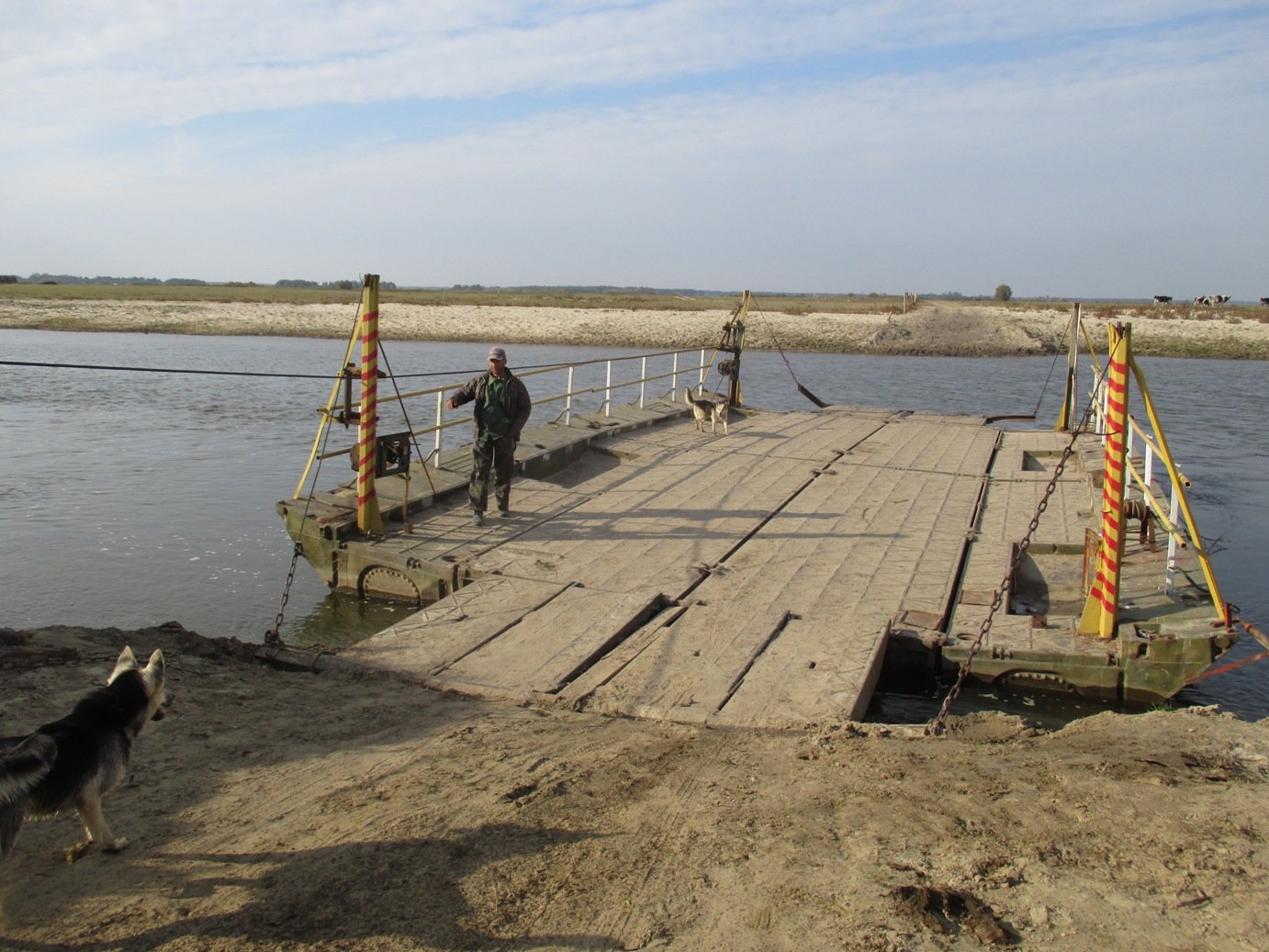
Поромна переправа через річку Горинь до села Городище
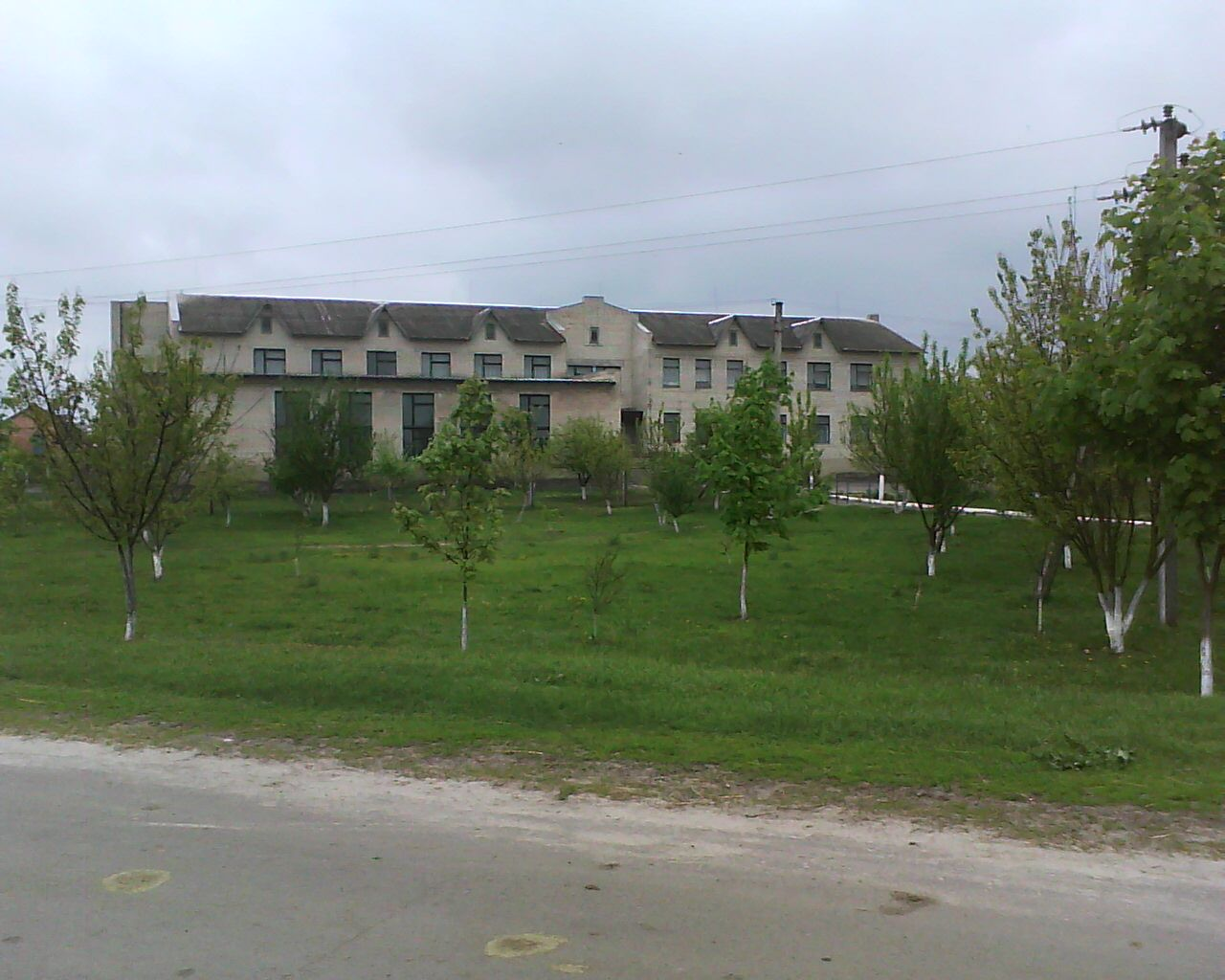
Сільська загальноосвітня школа І-ІІ ступенів
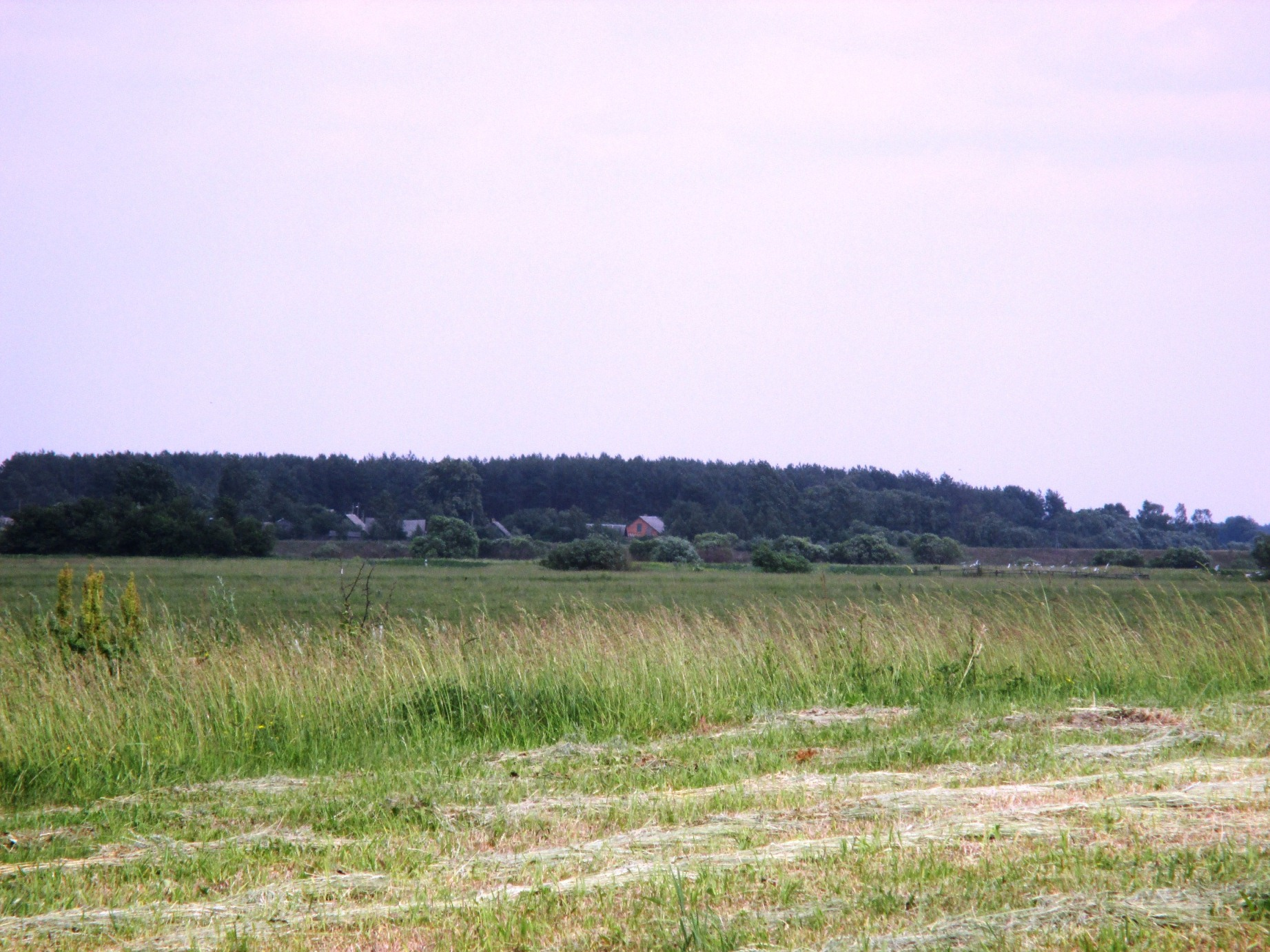
Луг біля села (південно-східна сторона)
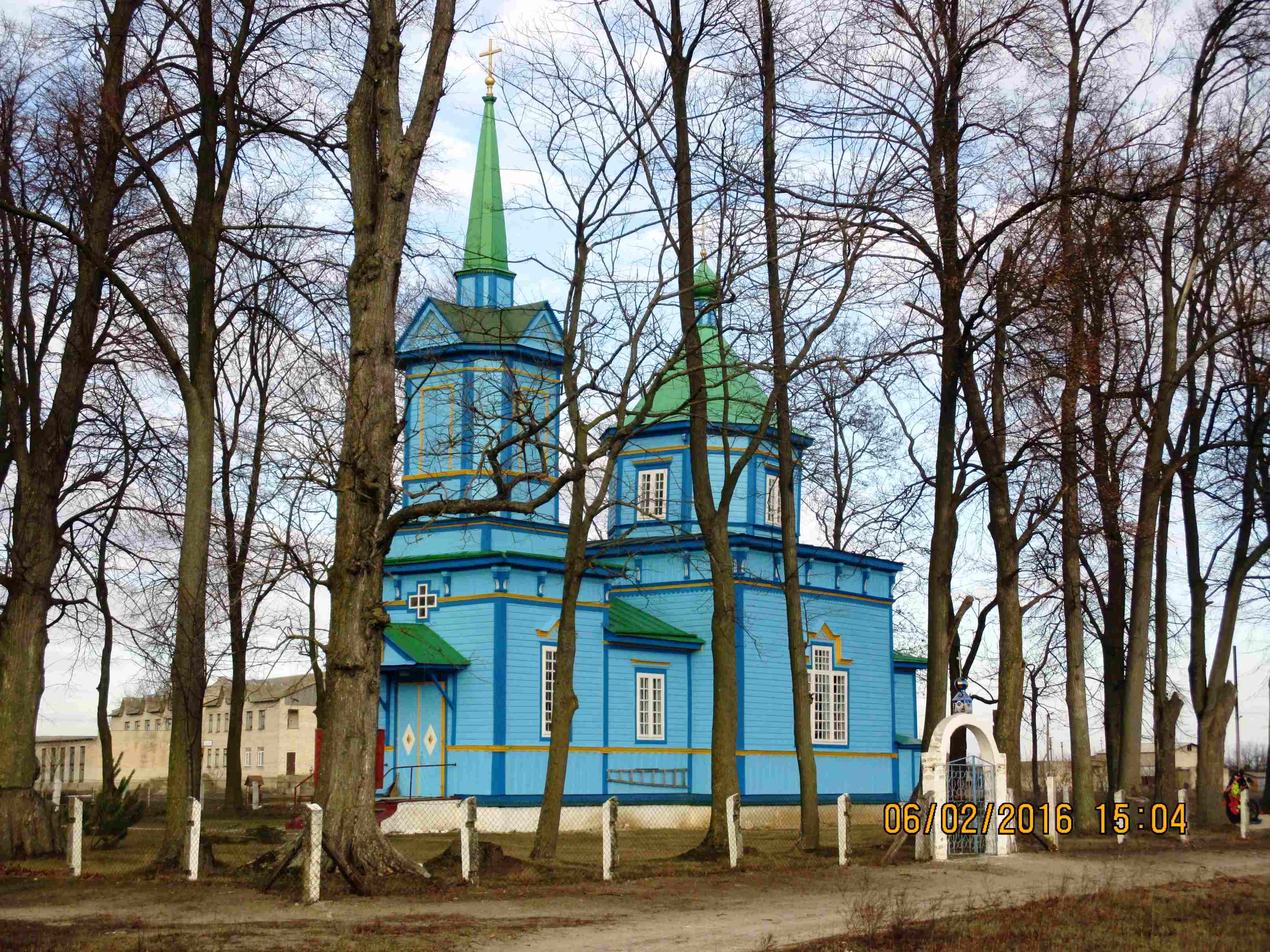
Церква Різдва Богородиці
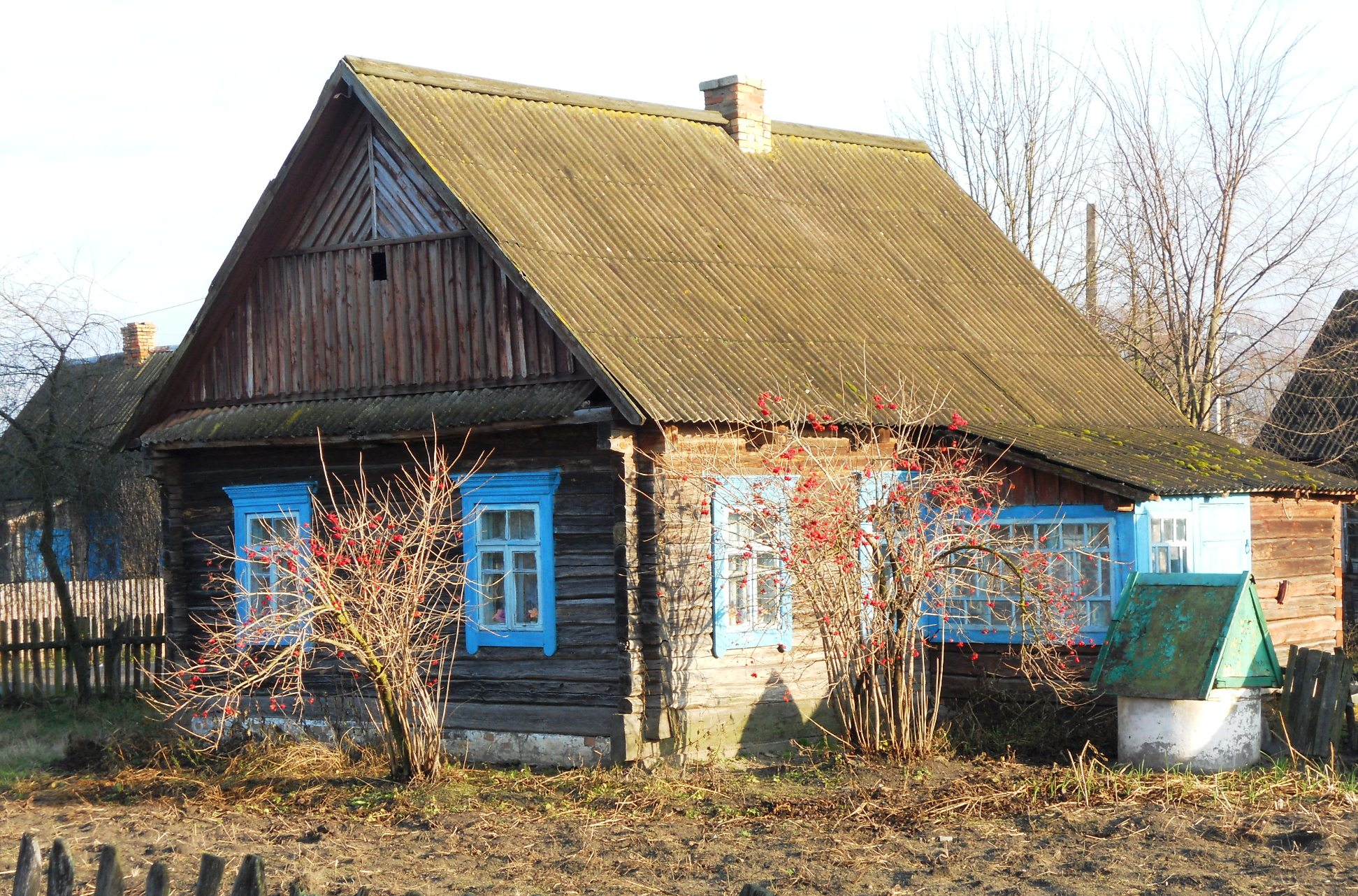
Дерев'яна сільська хата
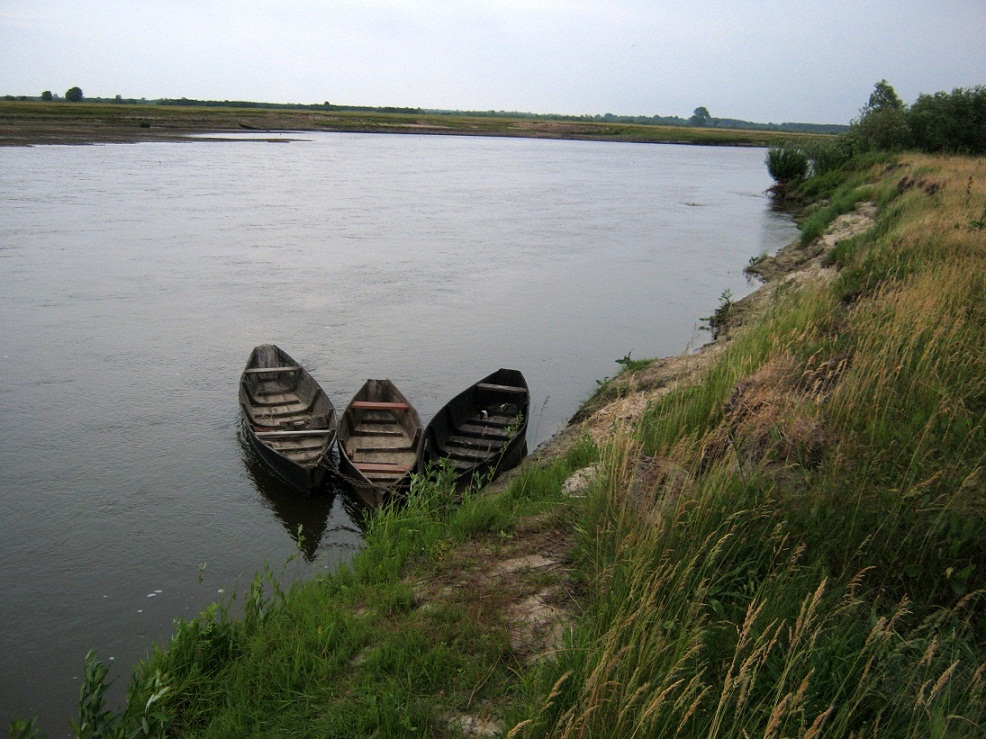
Пришвартовані човни на річці
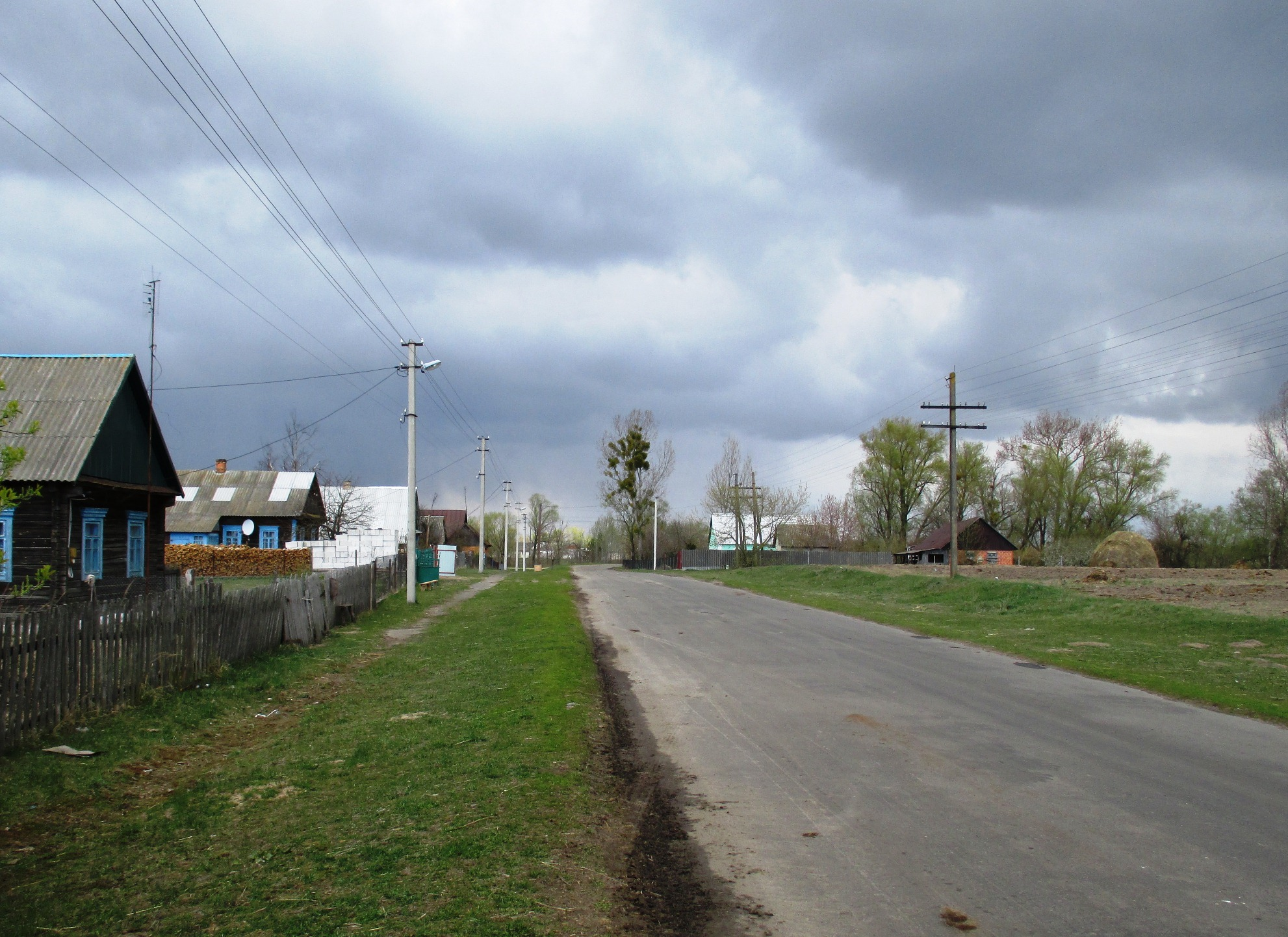
Сільська вулиця
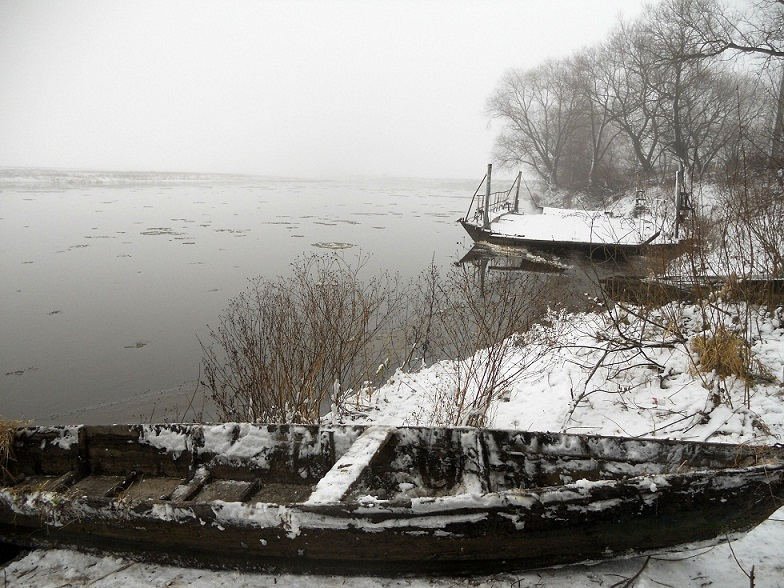
Річка Горинь взимку
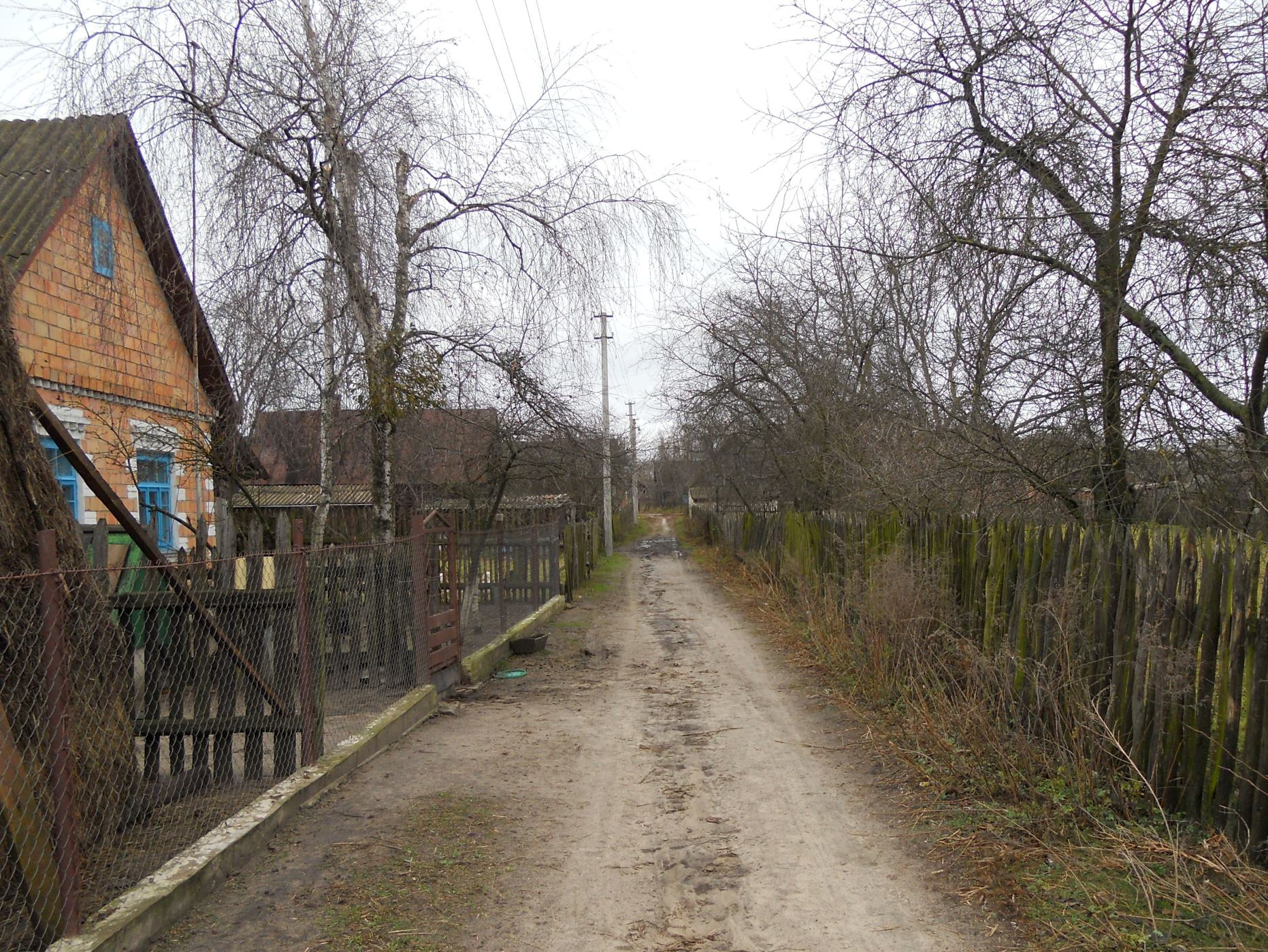
Вулиця Вишнева
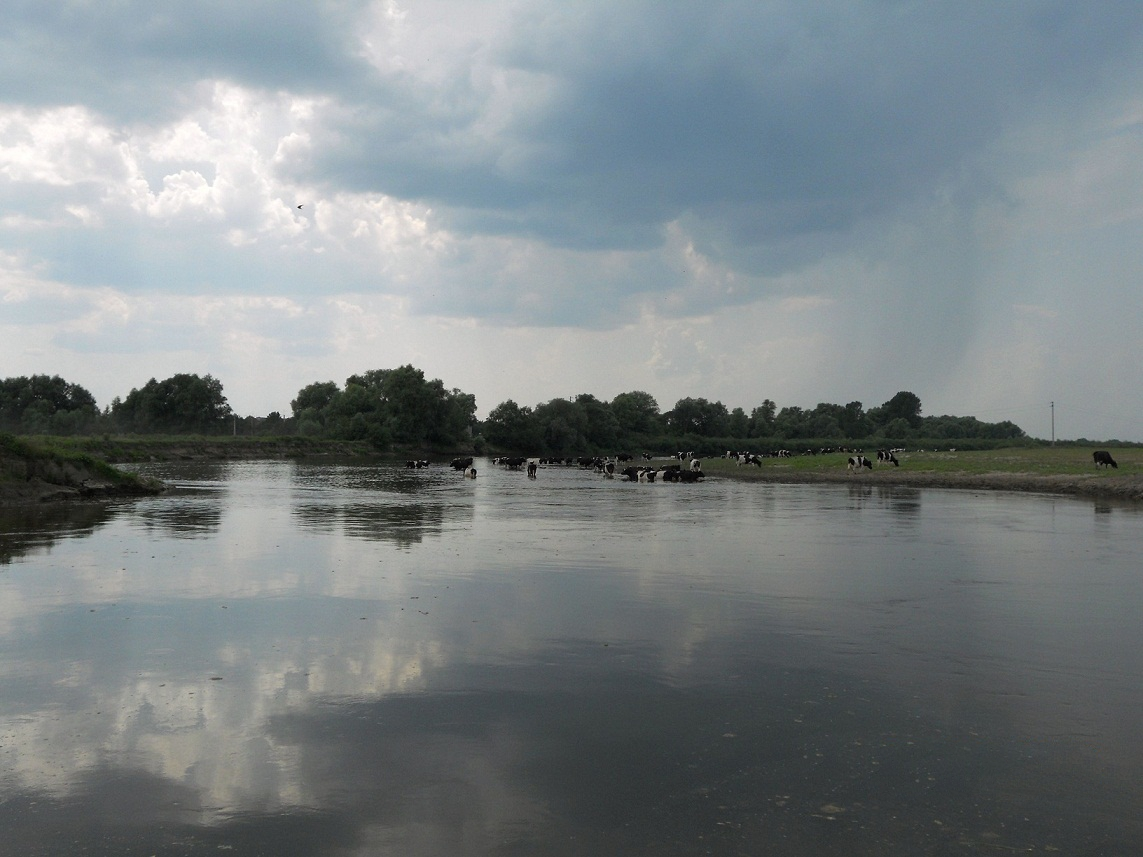
Сільське пасовище біля річки (вигляд з порома)

#### Офіційні дані та нормативно-правові акти
- Паспорт Дубровицького району (станом на 1 січня 2011 року) (doc). Дубровицька районна рада. Архів оригіналу за 10 лютий 2015. Процитовано 16 жовтня 2019.